# Epupillan
Epupillan —también conocido como Epu Pillan o Epu Püllü— es un concepto en idioma mapuche utilizado para referirse a las personas de dos espíritus en dicha cultura. El concepto proviene de las palabras epu (dos) y pillan (espíritu).
Antonio Calibán Catrileo, autor del libro Awkan epupillan mew: dos espíritus en divergencia (2019), describe el concepto epupillan como «una palabra clave que nos permite habitar una multiplicidad de formas de ser». La Comunidad Catrileo + Carrión, de la que el autor forma parte, señala que el concepto también es un «conocimiento situado y una autodeterminación política». Un epupillan excede del binarismo masculino/femenino, por lo que quienes se identifican de dicha forma ponen en tensión el concepto introducido por los colonizadores europeos sobre identidades sexogenéricas.
Según Ana Millaleo, Epu Pillan y Epu Püllü son conceptos análogos: el primero correspondería a la escritura del concepto en mapudungun o chedungun que se habla en la zona huilliche, mientras que el segundo sería la forma de escribirlo en la zona central de Chile —conocida también como identidad territorial nagche—.
En 2019 fue presentado el cortometraje Kizungünewün epupillan, en el cual se presentan las experiencias de tres personas epupillan en formato de video-ensayo colectivo.